# Bertrand de Montesquiou-Fézensac
Bertrand Pierre Anatole de Montesquiou-Fézensac, né à Paris le 28 mars 1837 et mort dans le 7e arrondissement de Paris le 24 juillet 1902, est un officier de la marine française.

## Biographie

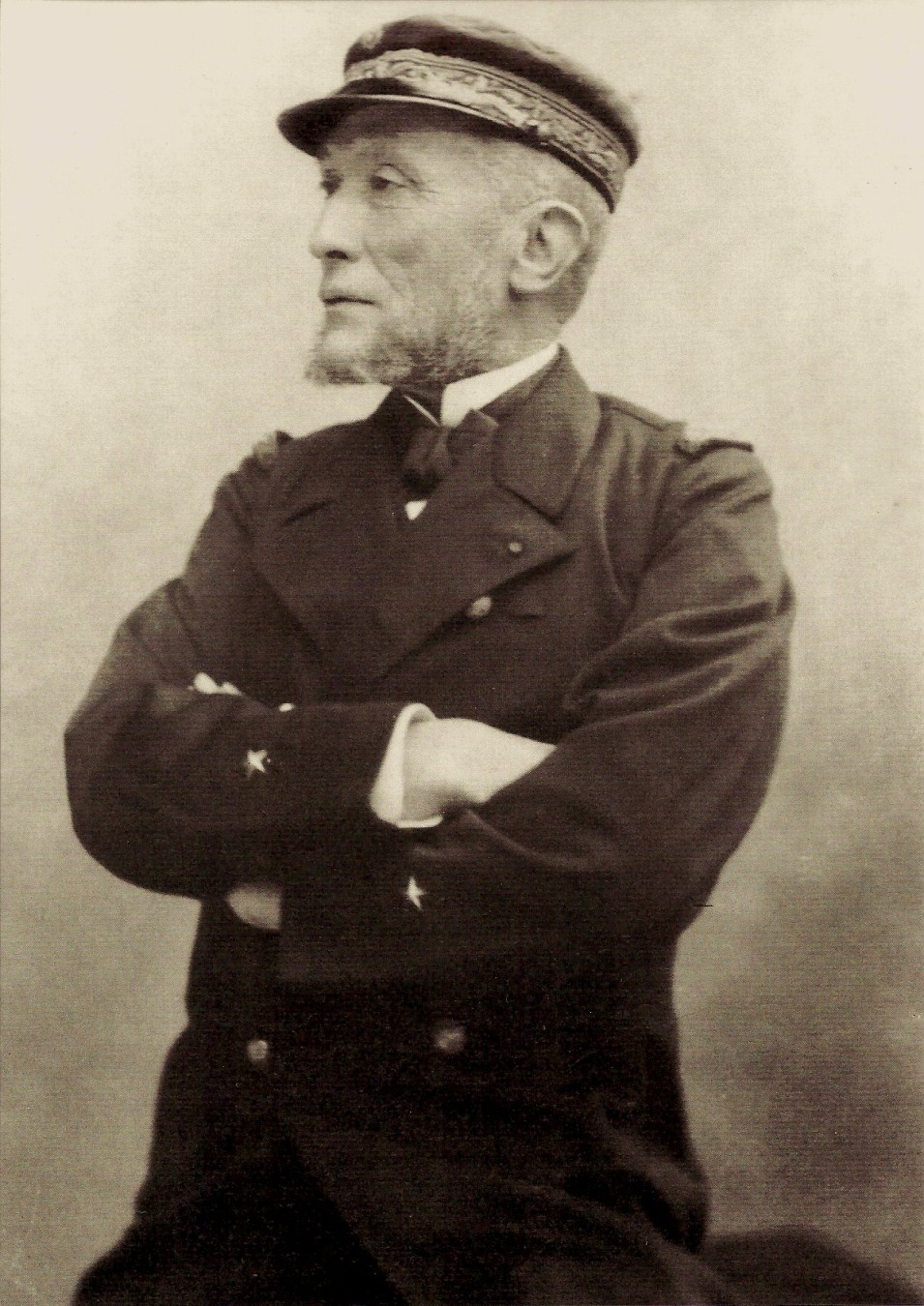
Le contre-amiral Bertrand de Montesquiou-Fézensac.

Bertrand de Montesquiou-Fézensac est le fils de Napoléon de Montesquiou-Fézensac et de Anne Élisabeth Cuillier-Perron. Il se marie le 24 août 1874 dans le 7e arrondissement de Paris avec Émilie Gabrielle Marie de Pérusse des Cars, petite-fille du duc Amédée de Pérusse des Cars. Leur fille unique est Mathilde de Montesquiou-Fézensac, née le 29 juillet 1883, rue de Brest à Lorient, lieu dit Nouvelleville en Meurville dans le département du Morbihan, épouse de l'organiste Charles-Marie Widor.
Il entre dans la Marine en 1853, devient aspirant le 21 juillet 1854 puis enseigne de vaisseau le 9 octobre 1857 et affecté au port de Brest. 
Bertrand de Montesquiou-Fézensac est lieutenant de vaisseau le 24 décembre 1861 et capitaine de frégate, le 12 mai 1874. Le 1er août 1879, il est nommé commandant de l'aviso de station à hélice Bouvet au port de Rochefort à la division navale du Levant, dont le commandant en chef est le contre-amiral, Léopold de Pritzbuer. Il accède au grade de capitaine de vaisseau, le 1er mars 1884. 
Au 1er janvier 1886, (nomination du 20 avril 1885), il devient commandant du croiseur de 2e classe Decrès, au port de Lorient, division navale de l'Extrême-Orient. 
Membre du Comité des Inspecteurs généraux de la Marine en 1892, il est promu contre-amiral et nommé chef d'État-Major du 1er arrondissement maritime à Cherbourg, le 31 mars 1894.
Il devient président de la Commission permanente de contrôle et de révision du règlement d'armement et d'habillement en 1896 et membre de la Commission des phares en 1899, année où il est admis à la retraite.
Il reçoit successivement les décorations de chevalier de la Légion d'honneur le 14 mars 1864, d'officier le 5 juillet 1881 et de commandeur le 30 décembre 1898.
Il meurt le 24 juillet 1902 à Paris dans son hôtel particulier du 7e arrondissement à l'âge de 65 ans. Propriétaire du château de Hauteville, il est inhumé aux côtés de son épouse à la chapelle de Hauteville dans le cimetière de Charchigné (département de la Mayenne).